# Dr. Seuss

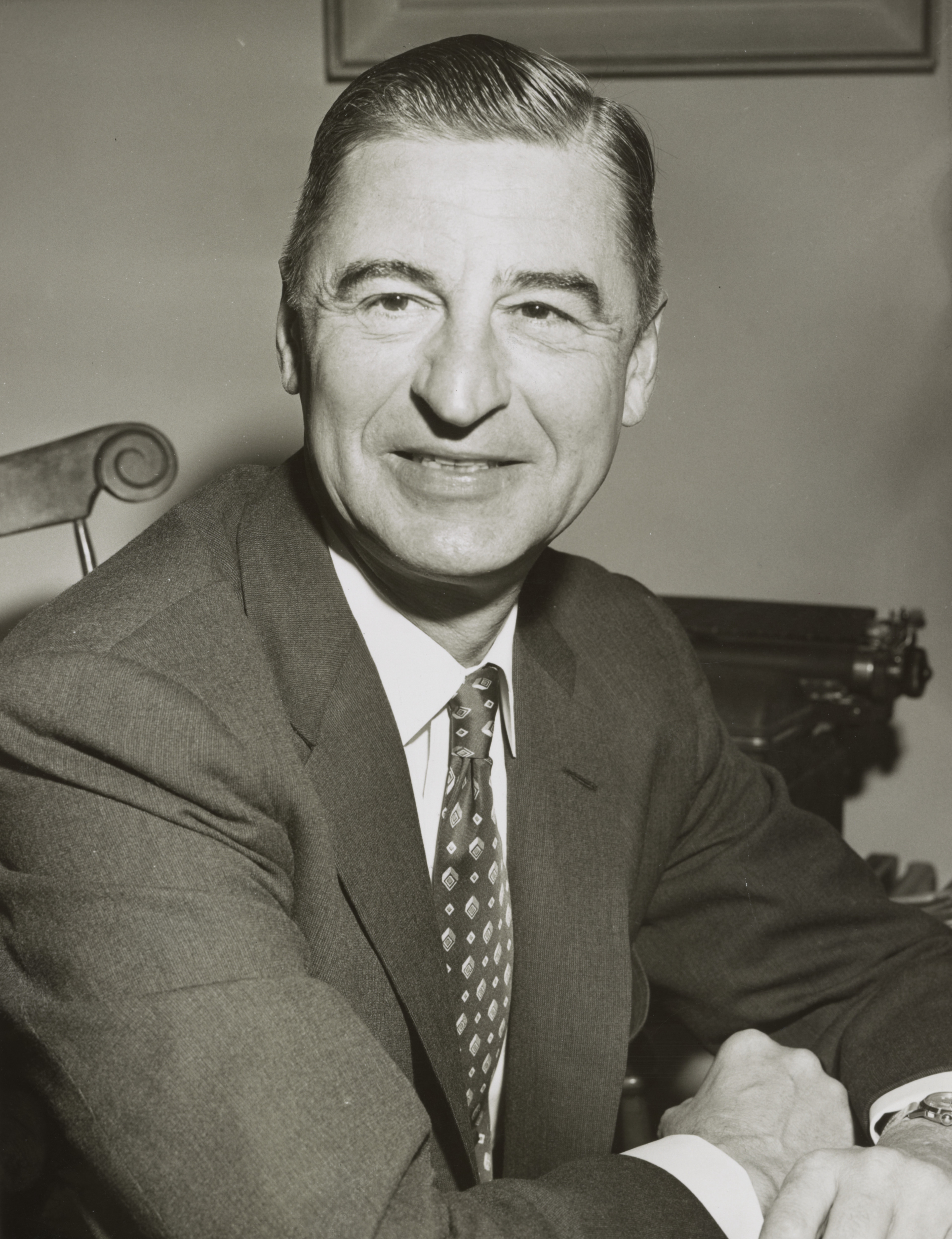
Theodor Seuss Geisel (1957)

Theodor Seuss Geisel (* 2. März 1904 in Springfield, Massachusetts; † 24. September 1991 in La Jolla, Kalifornien), genannt Dr. Seuss [suːs], war ein US-amerikanischer Karikaturist, Kinderbuch-Autor und Cartoonzeichner, in Europa vor allem bekannt als Erfinder des weihnachtshassenden Grinch. Geisel schrieb auch unter den Pseudonymen Theo LeSieg und Rosetta Stone.
Die vom Guardian zusammengestellten Leseempfehlungen für Kinder und Jugendliche „1001 Kinder- und Jugendbücher – Lies uns, bevor Du erwachsen bist!“ listen mehrere Bücher von Dr. Seuss mit auf, darunter Der Kater mit Hut und Grünes Ei mit Speck.

## Leben und Werk
Theodor Geisel entstammte einer deutschstämmigen Familie. Sein gleichnamiger Großvater Theodor Geisel wurde 1841 in Mühlhausen an der Würm geboren und wanderte 1869 nach Amerika aus. Der Enkel besuchte bis 1925 das Dartmouth College. Er war dort Redakteur des Humor-Magazins Dartmouth Jack-O-Lantern und nutzte das Pseudonym Seuss (Mädchenname seiner Mutter Henrietta Seuss) 1925 erstmals, als ihm wegen illegalen Gin-Konsums eine Mitarbeit am Magazin verboten worden war. Danach studierte er am Lincoln College der Universität Oxford mit dem Hauptfach Literatur. In Oxford lernte er Helen Palmer kennen, die 1927 seine Frau wurde.
Nach der Rückkehr in die USA schrieb und zeichnete er für das Magazin Judge und wurde im Laufe der Zeit unter dem Pseudonym Dr. Seuss als Autor zahlreicher illustrierter Kinderbücher wie Der Kater mit Hut (The Cat in the Hat) und Wie der Grinch Weihnachten gestohlen hat (How the Grinch Stole Christmas) bekannt, die beide 1957 erschienen. Während des Zweiten Weltkriegs arbeitete er als politischer Karikaturist für das Magazin PM und diente 1942 bis 1946 in der US-Army. Grund für seinen Erfolg waren vor allem auch seine Beginner Books, die mit weniger als 250 unterschiedlichen Wörtern auskommen, aber mit aussagekräftigen und fantasievollen Illustrationen und kurzen, pfiffigen Texten das Interesse junger Leser wecken. 
Das erste Werk dieser Reihe war 1957 Der Kater mit Hut, das als Auftragswerk der beiden Verlage Houghton Mifflin und Random House entstand mit dem Vorsatz, ein Buch für Leseanfänger herauszubringen, das deren Fantasie nicht unterfordere und so den Einstieg in die Welt des Lesens spannend mache. 2020 erschien Der Kater mit Hut auf Platz 2 der Liste der im 125-jährigen Bestehen der New York Public Library meistausgeliehenen Bücher. Viele weitere Beginner Books wie One Fish Two Fish Red Fish Blue Fish folgten. Auch durch seine liberalen politischen Ansichten und deren Ausdruck in seinem künstlerischen Werk machte der öffentlichkeitsscheue Geisel Schlagzeilen.
Weitere Werke waren unter anderem Fox in Socks, Oh, the Places You’ll Go und Horton Hatches the Egg. Der Autor hat insgesamt 47 Bücher verfasst und ist einer der meistgelesenen Kinderbuchautoren der englischsprachigen Welt. Für seine großen Verdienste um die Kinderliteratur erhielt er 1980 den Laura Ingalls Wilder Award der American Library Association.
Neun Monate nach dem Suizid seiner ersten Frau Helen, am 23. Oktober 1967, heiratete Geisel seine Freundin Audrey Stone Dimond. Er starb am 24. September 1991 nach langer Krankheit.
2012 wurde ihm und seiner Frau Audrey zu Ehren die Dartmouth Medical School in Geisel School of Medicine at Dartmouth umbenannt.
2021 teilte der Verwalter seines nachgelassenen Werkes, Dr. Seuss Enterprises, mit, dass sechs Bücher nicht mehr gedruckt werden, weil sie kulturelle Stereotype wiederholen würden.

## Verfilmungen (Auswahl)
- 1943: The 500 Hats of Bartholomew Cubbins
- 1944: And to Think I Saw It on Mulberry Street (Kurzfilm)
- 1945: Your Job in Germany (US-Propagandafilm)
- 1953: Die 5000 Finger des Dr. T. (The 5,000 Fingers of Dr. T.)
- 1966: Die gestohlenen Weihnachtsgeschenke (Dr. Seuss’ How the Grinch Stole Christmas!, Kurzfilm)
- 1970: Das Sprechende Staubkorn (Horton Hears a Who!, Kurzfilm)
- 1972: Der Lorax (The Lorax)
- 1977: An Halloween kommt der Grinch (Halloween Is Grinch Night, Kurzfilm)
- 1996–1998: Die wunderbare Welt des Dr. Seuss (The Wubbulous World of Dr. Seuss, Fernsehserie)
- 2000: Der Grinch (How the Grinch Stole Christmas)
- 2003: Ein Kater macht Theater (The Cat in the Hat)
- 2008: Horton hört ein Hu! (Horton Hears a Who!)
- 2012: Der Lorax (Dr. Seuss’ The Lorax)
- 2018: Der Grinch (The Grinch)
- 2019–2022: Grünes Ei mit Speck (Green Eggs and Ham, Fernsehserie)

## Sonstiges

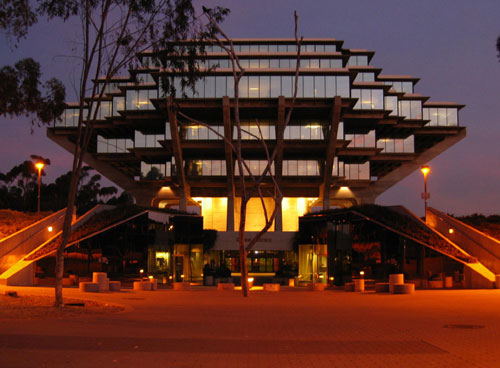
Geisel-Bibliothek der University of California, San Diego (Entwurf: William Pereira)

- Seussical – The Musical! Im Musical Seussical treten Dr. Seuss’ beliebteste Figuren, wie zum Beispiel Horton, der Elefant, und The Cat in the Hat auf. Zwar nicht selbst von Dr. Seuss verfasst, erreichte das fröhliche Musical jedoch Kultstatus und wird gerne an amerikanischen High Schools aufgeführt. Das Seussical gilt als ein „Tribute to Dr. Seuss“.
- Nach ihm wurde die Geisel-Bibliothek der University of California, San Diego benannt.
- Im selben Post-Zustellbezirk lebte auch der österreichische Naturwissenschaftler Dr. Suess, was gelegentlich zu Verwechslungen führte.
- Einer der bekanntesten Songs der Alternative-Rock/Pop-Band R.E.M., The Sidewinder Sleeps Tonight, nimmt Bezug auf ihn und The Cat In The Hat.
- Er wuchs in einer Familie deutscher Einwanderer auf und sprach sowohl Englisch als auch Deutsch.[11]
- Der Physiker Leonard Susskind (Stanford) nimmt in seinem Buch Quantum Mechanics bei der Beschreibung von nur rechts bzw. links laufender Teilchen (Wellenpaketen) Bezug auf die von Seuss erdachten Figuren North going Sax bzw. South going Sax.